# Solana de Ávila
Solana de Ávila è un comune spagnolo di 197 abitanti situato nella comunità autonoma di Castiglia e León.